# Plinij starejši
Gaj Cecilij Sekund Plinij starejši (latinsko Caius (Gaius) Cecilius Secundus Plinius major), rimski pisec, učenjak in častnik, * 23, Novum Comum, danes Como, Lombardija, Italija, † 24. avgust 79, Stabiae pri Neaplju ob izbruhu Vezuva.
Plinij je napisal velikansko delo, zbirko okoli 40.000 obdelanih pojmov, popoln povzetek staroveškega znanja o svetu, v 37 knjigah Naravoslovje (Naturalis historia). Kar 5 knjig te »najstarejše enciklopedije« (izšla je leta 77 n. št.) je opisovalo dragulje in poldrage kamne ter minerale. V tem velikem delu je Plinij uporabil svoje in znanje svojih predhodnikov Kalistrata, Satirja, Sotaka, Ismenija, Nikija - (vrača carja Pira). To delo so ponatisnili leta 1819 v Sankt Peterburgu v ruskem jeziku, v izvirnem zaporedju vsebine. Naslov knjige je Естественная история ископаемых тел, uvod in dodatna pojasnila pa je napisal ruski akademik Vasilij Mihajlovič Severgin.